# Vanilla cristagalli
Vanilla cristagalli är en orkidéart som beskrevs av Frederico Carlos Hoehne. Vanilla cristagalli ingår i släktet Vanilla och familjen orkidéer. Inga underarter finns listade i Catalogue of Life.